# أبو مصعب السوري
أبو مصعب السوري هو مصطفى بن عبد القادر بن مصطفى بن حسين بن أحمد المُزَيِّكْ الجاكيري الرفاعي. وتعرف عائلته اليوم «بست مريم» نسبة إلى جدة الأسرة «مريم». ولد في مدينة حلب عام 1958 ودرس في كلية الهندسة الميكانيكية في جامعة حلب.

## حياته

### سوريا
التحق أبو مصعب السوري بتنظيم «الطليعة المقاتلة» الذي أسسه مروان حديد في سورية لقتال الحكومة البعثية. وتلقى عدداً من الدورات العسكرية بإشراف ضباط فارين من الجيش السوري في الأردن وضباط من الجيش العراقي والمصري في بغداد والقاهرة، وكانت هذه الدورات ضمن دعم النظامين العراقي والمصري لتنظيم الإخوان المسلمين ضد نظام البعث في سوريا لخلافات وجدت بين تلك الأنظمة في حينها. تخصص في علم هندسة المتفجرات وحرب عصابات المدن والعمليات الخاصة وعمل مدرباً في قواعد الجهاز العسكري لتنظيم الإخوان المسلمين في الأردن وفي معسكراته ببغداد. أثناء معارك حماة عينت قيادة تنظيم الإخوان المسلمين المقيمة في بغداد الشيخ أبا مصعب عضواً في القيادة العسكرية العليا بإمارة الشيخ سعيد حوى ونائباً للمسؤول عن منطقة شمال غرب سوريا.
إثر دمار مدينة حماة وانهيار برنامج المواجهة مع النظام أعلن أبو مصعب انفصاله عن تنظيم الإخوان المسلمين احتجاجاً على إبرامهم «التحالف الوطني» مع الأحزاب العلمانية والشيوعية والفرع العراقي لحزب البعث وذلك لأسباب عقدية منهجية واحتجاجاً على الفساد وسوء الإدارة لدى الإخوان واعتبرهم مسؤولين عن دمار حماة وفشل وإجهاض الثورة الجهادية. وسجل فيما بعد تفاصيل ذلك في كتابه المشهور والذي أرَّخ فيه لتاريخ تلك التجربة ودروسها. شارك مرة أخرى مع عدنان عقلة في محاولة إعادة بناء «الطليعة المقاتلة» في سوريا لكن تلك المحاولة باءت بالفشل واعتقل عدنان عقلة ومعظم من تبقى من «الطليعة».

### أفغانستان
تفرغ بعد ذلك لإحياء العمل الجهادي في بلاد الشام، وقد قادته تلك المحاولات إلى أفغانستان حيث تعرف في بيشاور على عبد الله عزام الذي أقنعه بالانضمام إلى تجمع المجاهدين العرب ليضع خبراته العسكرية في تدريب الوافدين الجدد إلى أفغانستان. التحق بتنظيم القاعدة في بداية تأسيسه وقد كان قبل ذلك من المقربين من الشيخ أسامة خلال مرحلة الجهاد الأفغاني.
تعرف أبو مصعب خلال الجهاد الأفغاني على عبد القادر بن عبد العزيز صاحب كتابي «العمدة» و«الجامع» واستفاد منه في تحصيله الشرعي وكان يتردد عليه دائماً ويعرض عليه كتاباته وذكر مرة أنه لم ينشر كتابه «التجربة السورية» إلا بعد عرضه على عبد الله عزام ثم مراجعته وقراءته من قبل الشيخ عبد القادر بن عبد العزيز وإجازته له بنشره كما عرض عليه البيان الأول لدعوة المقاومة الإسلامية العالمية قبل نشره وأجاز ما فيه من فتاوى.
انكب أبو مصعب السوري خلال فترة الجهاد الأفغاني على دراسة الكتب الشرعية وخاصة كتب ابن تيمية وتلميذه ابن القيم واهتم بتراث علماء السلف وكتب أئمة الدعوةالنجدية واهتم بمطالعة كتابات سيد قطب وعبد الله عزام وتأثر بهما تأثراً بالغاً في منهجه وكتاباته. درس أبو مصعب أثناء وجوده في باكستان وأفغانستان في جامعة بيروت العربية في قسم التاريخ - بالمراسلة - وحصل على شهادة «ليسانس» في التاريخ من فرع الجامعة في عمان.

### بريطانيا
سافر إلى بريطانيا بناء على دعوة قاري سعيد الجزائري الذي عاد من أفغانستان إلى الجزائر ليشارك في تأسيس «الجماعة الإسلامية المسلحة» فمكث في لندن وعمل مع الخلية الإعلامية الداعمة للجهاد الجزائري وكتب في نشرة الأنصار الجزائرية وغيرها من نشرات الجماعات الجهادية التي كانت تصدر من أوروبا خلال تلك الفترة وخاصة «الفجر» الليبية و«المجاهدون» المصرية، إلى أن انفصل عن الجماعة في بداياتها بسبب الانحرافات التكفيرية التي حدثت فيها بفعل اختراق الجماعة الإسلامية من المخابرات الفرنسية والجزائرية.
. أسس في لندن «مكتب دراسات صراعات العالم الإسلامي» وقام المكتب يتنفيذ مشروع مقابلتين صحفيتين مع أسامة بن لادن الأولى لصالح القناة التلفزيونية الرابعة في «bbc» والثانية مع شبكة «cnn».

### أفغانستان مرة أخرى
على إثر نجاح حركة طالبان في إقامة الإمارة الإسلامية هاجر إلى أفغانستان وبايع ملا محمد عمر في قندهار وشكل مجموعة مجاهدة عملت ميدانياً مع الطالبان كما عمل أبو مصعب مع وزارة الإعلام وكتب في جريدة «الشريعة» الناطقة الرسمية باسم الإمارة وشارك في إعداد برامج إذاعة كابل العربية. أسس في أفغانستان «معسكر الغرباء» في قاعدة «قرغة» العسكرية الشهيرة في كابل بتعاون مع وزارة دفاع الطالبان، وقد تعرض هذا المعسكر إلى تدمير الطائرات الأمريكية بالكامل أثناء هجومها على الإمارة الإسلامية إثر أحداث سبتمبر. أسس في أفغانستان «مركز الغرباء للدراسات الإسلامية والإعلام» وأصدر مجلة «قضايا الظاهرين على الحق». وإثر سقوط الإمارة الإسلامية في أفغانستان اعتزل أبو مصعب وتفرغ للبحث والتأليف. ثم أعلن إنهاء عزلته ليستأنف نشاطه الميداني إثر نشر وزارة الخارجية الأمريكية مذكرة بحث واعتقال بحقه وتخصيصها مكافأة مالية للقبض عليه.

### اعتقاله وإطلاق سراحه
اعتقلته السلطات الأمريكية مصادفةً في باكستان في عام 2005م ورحلته إلى سوريا ضمن برنامج الترحيل السري لوكالة المخابرات الأمريكية وفي مطلع عام 2012م ويقال أن السلطات السورية اطلقت سراحه انتقاماً بعد تأييد الخارجية الأمريكية للثورة السورية في بداياتها ولم يتبين ان كان معتقل أو معدوم لحد تاريخ تحرير هذا الخبر

## كتبه
- ملاحظات حول التجربة الجهادية في سوريا.
- مسؤولية أهل اليمن تجاه مقدسات المسلمين وثرواتهم.
- أهل السنة في الشام في مواجهة النصيرية والصليبية واليهود.
- المسلمون في وسط آسيا ومعركة الإسلام
- أفغانستان والطالبان ومعركة الإسلام اليوم.
- شهادة قادة المجاهدين والإصلاح على علماء السلطان في بلاد الحرمين.
- باكستان «مشرف»؛ المشكلة والحل والفريضة المتعينة.
- دعوة المقاومة الإسلامية العالمية.
- مختصر شهادتي على الجهاد في الجزائر